# Clienia
Die Clienia AG ist die grösste psychiatrische Privatklinikgruppe der Schweiz mit 23 (→ siehe website Standorte) ambulanten und stationären Standorten und Praxen. Die Gruppe umfasst die fünf Betriebe Clienia Littenheid AG, Clienia Schlössli AG, Clienia Bergheim AG, Clienia Gruppenpraxen AG und ZADZ AG. Sie entstand 2008 aus den Privatkliniken Schlössli (Oetwil am See, ZH) und Littenheid (TG) mit ihren jeweiligen Ambulatorien.

## Geschichte der Gründerkliniken

### Privatklinik Littenheid
Im Jahr 1880 gründete der Westschweizer Jean Jakob Delaprez ein Altersheim in Littenheid und liess das Haus Park erbauen. 1897 übernahmen Johann Jakob Uehlinger und seine Frau Maria Uehlinger-Schwyn den Betrieb und gründeten das „Asyl Littenheid“. Unter ihrer Leitung vergrösserte sich das Unternehmen stetig. Um 1910 wurden 300 Alterspatienten betreut. 1917 erwarben die Brüder Jean und Heinrich Schwyn das Asyl. Die Anstalt bot für viele Ortansässige einen sicheren Arbeitsplatz und wuchs so langsam in das frühere Dörfchen Littenheid hinein. Nach dem Tode von Jean Schwyn im Jahr 1950 übernahm Sohn Hans Schwyn zusammen mit seiner Frau Hanna die Führung der Anstalt. Das Ehepaar prägte die nachhaltige Entwicklung der Nervenheilanstalt zur modernen Klinik während fast 50 Jahren, bis 1996. Im Jahr 1981 trat Hans Schwyn jun. ins Unternehmen ein und führte es, unterstützt durch seine Frau Marianne, bis zur Gründung der Clienia-Gruppe im Jahr 2008. Er verkaufte im Jahr 2016 seine Anteile an der Clienia-Gruppe sowie die zum Klinikbetrieb gehörenden Liegenschaften an die Hinderer Holding AG.
Ausgelöst durch eine Fernsehreportage des Schweizer Fernsehsenders SRF berichteten deutschsprachige Medien 2022, dass Psychotraumatologen der Klinik Littenheid glaubten, es gebe weltweite, geheime satanistische Zirkel, die in Ritualen Kinder missbrauchen und ermorden. Dies sei ein in der Schweiz verbreiteter Verschwörungsmythos. Littenheider Patienten wurden dazu passende Erlebnisse suggeriert. Im Dezember 2022 wurden der Clienia Littenheid AG in diesem Zusammenhang vom Kanton Thurgau aufsichtsrechtliche Massnahmen auferlegt. Im Dezember 2024 wurde die Administrativuntersuchung abgeschlossen und der Kanton bestätigte, dass alle Vorgaben vollständig und erfolgreich umgesetzt worden seien. Die Klinik hat personelle Konsequenzen gezogen und mit einem neuen Team im Traumatherapiebereich ein den psychiatrischen Leitlinien entsprechendes neues Behandlungskonzept implementiert sowie qualitätssichernde Massnahmen eingeführt.

### Privatklinik Schlössli
Im Jahr 1889 gründeten der Süddeutsche Johann Gottlieb Hinderer und seine 14 Jahre jüngere Schweizer Ehefrau Anna Maria Renfer auf dem kleinen Gut Schlössli in Oetwil am See eine private Nervenheilanstalt. Nach dem frühen Tod der Gattin führte Hinderer mit seiner zweiten Ehefrau den Betrieb weiter. 1921 übernahm die zweite Generation die Führung des Hauses, und ab 1931 nahm der erste Psychiater seine Tätigkeit auf. Die Klinik erhielt 1943 ihr erstes Dienstreglement. 1953 gründete Direktor Max Hinderer aus der dritten Generation der Familie gemeinsam mit anderen Nervenheilanstalten die landesweit erste Schule für Psychiatrieschwestern, die Südhalde. Ab 1997 stand das „Schlössli“ zusammen mit dem Bergheim in Uetikon am See auf der kantonalen Spitalliste Psychiatrie. Verschiedene Ambulatorien in Männedorf, Wetzikon und Uster kamen hinzu und wurden im Jahr 2008 gemeinsam mit der Klinik Schlössli in die neu gegründete Clienia-Gruppe integriert.

### Bergheim
Seit 1941 war die Anstalt Bergheim in Uetikon am See ein Bestandteil der Klinik Schlössli. Das heutige Bergheim, ein Heim für psychiatrische Langzeitpflege, wurde 2012 nachträglich in die Clienia-Gruppe aufgenommen.

## Standorte und Betriebsgesellschaften
Die Standorte der Clienia-Gruppe sind in fünf Betriebsgesellschaften gegliedert, die sich nach dem Angebot richten:

### Clienia Littenheid AG, Littenheid TG
- Privatklinik Littenheid, Littenheid
- Psychiatriezentrum Frauenfeld
- Psychiatriezentrum Sirnach
- Ambulatorium für Kinder- und Jugendpsychiatrie und -psychotherapie, Winterthur
- ZKJF Zentren für Kind Jugend und Familie, Amriswil
- ZKJF Zentren für Kind Jugend und Familie, Kreuzlingen
- ZKJF Zentren für Kind Jugend und Familie, Frauenfeld

### Clienia Schlössli AG, Oetwil am See ZH
- Privatklinik Schlössli, Oetwil am See
- Psychiatriezentrum Wetzikon
- Tagesklinik Uster

### Clienia Bergheim AG, Uetikon am See ZH
- Alterspsychiatrisches Pflegeheim Bergheim, Uetikon am See

### Clienia Gruppenpraxen AG
- Praxis für Psychiatrie und Psychotherapie, Dietikon
- Praxis für Psychiatrie und Psychotherapie, Frauenfeld
- Praxis für Psychiatrie und Psychotherapie, Männedorf
- Praxis für Psychiatrie und Psychotherapie, Uster
- Praxis für Psychiatrie und Psychotherapie, Winterthur
- Praxis für Psychiatrie und Psychotherapie Oerlikon, Zürich-Oerlikon
- Praxis für Psychiatrie und Psychotherapie, St. Gallen
- Praxis für Psychiatrie und Psychotherapie, Muri

### ZADZ AG, Zürich
- Zentrum für Angst- und Depressionsbehandlung Zürich, Zürich

## Kennzahlen
Ausgewählte Kennzahlen der Clienia-Gruppe waren laut Jahresbericht 2022 wie folgt:

### Stationärer Bereich
| Bettenbestand        | Erwachsenenpsychiatrie        | 214     |
| Bettenbestand        | Stationäre Psychotherapie     | 135     |
| Bettenbestand        | Alterspsychiatrie             | 227     |
| Bettenbestand        | Kinder- und Jugendpsychiatrie | 64      |
| Total per 31.12.2023 | Total per 31.12.2023          | 640     |
| Pflegetage           |                               | 222'172 |
| Austritte            |                               | 5111    |

### Teilstationärer und ambulanter Bereich
| Tagesklinische Angebote | Plätze               | 104     |
| Tagesklinische Angebote | Austritte            | 510     |
| Tagesklinische Angebote | Anzahl Fälle         | k. A.   |
| Tagesklinische Angebote | Pflegetage           | 15'819  |
| Ambulante Angebote      | Behandlungen (Fälle) | 22'623  |
| Ambulante Angebote      | Konsultationen       | 199'009 |
| Ambulante Angebote      | Gutachten            | 30      |
| Ambulante Angebote      | Konsilien (Fälle)    | 883     |